# Danh sách đô thị tại Álava
Đến năm 2006, tỉnh Álava ở Xứ Basque (cộng đồng tự trị), Tây Ban Nha, gồm có 51 đô thị.

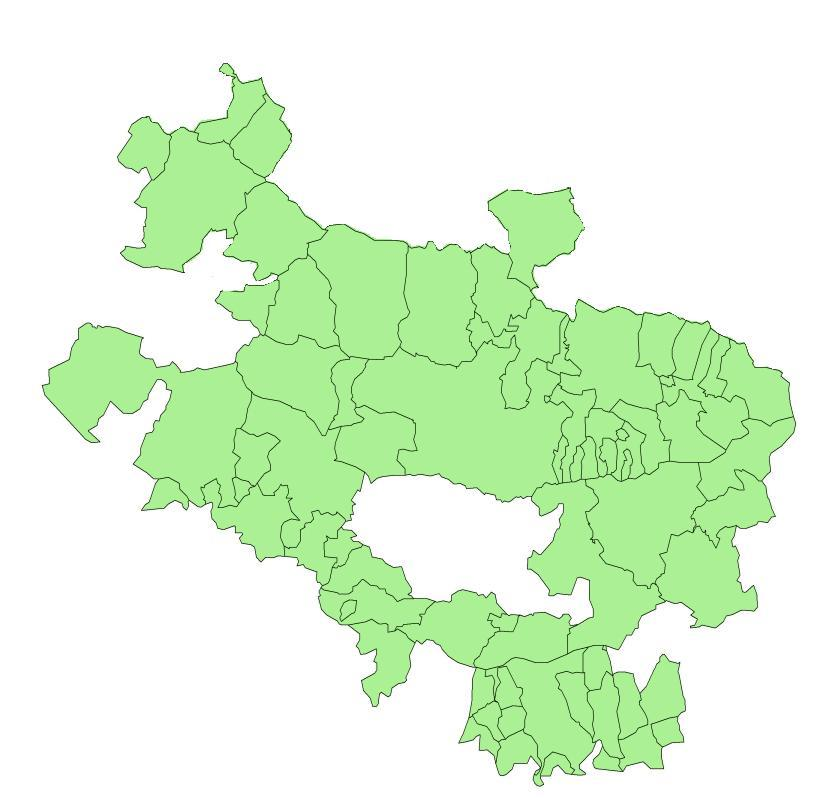
51 đô thị của tỉnh Álava.

| Tên chính thức                 | Mã INE | Tên Tây Ban Nha     | Tên Basque         | Dân số (2007) |
| ------------------------------ | ------ | ------------------- | ------------------ | ------------- |
| Alegría-Dulantzi               | 01001  | Alegría de Álava    | Dulantzi           | 2.305         |
| Amurrio                        | 01002  | Amurrio             | Amurrio            | 9.879         |
| Añana                          | 01049  | Añana               | Añana              | 181           |
| Aramaio                        | 01003  | Aramayona           | Aramaio            | 1.493         |
| Armiñón                        | 01006  | Armiñón             | Armiñon            | 199           |
| Arraia-Maeztu                  | 01037  | Arraya-Maestu       | Arraia-Maeztu      | 718           |
| Arrazua-Ubarrundia             | 01008  | Arrazua-Ubarrundia  | Arratzu-Ubarrundia | 880           |
| Artziniega                     | 01004  | Arceniega           | Artziniega         | 1.702         |
| Asparrena                      | 01009  | Aspárrena           | Asparrena          | 1.578         |
| Ayala/Aiara                    | 01010  | Ayala               | Aiara              | 2.635         |
| Baños de Ebro/Mañueta          | 01011  | Baños de Ebro       | Mañueta            | 357           |
| Barrundia                      | 01013  | Barrundia           | Barrundia          | 818           |
| Berantevilla                   | 01014  | Berantevilla        | Berantebila        | 446           |
| Bernedo                        | 01016  | Bernedo             | Bernedo            | 581           |
| Campezo/Kanpezu                | 01017  | Campezo             | Kanpezu            | 1.106         |
| Elburgo/Burgelu                | 01021  | Elburgo             | Burgelu            | 524           |
| Elciego                        | 01022  | Elciego             | Eltziego           | 1.001         |
| Elvillar/Bilar                 | 01023  | Elvillar            | Bilar              | 356           |
| Harana/Valle de Arana          | 01056  | Valle de Arana      | Harana             | 313           |
| Iruña de Oca/Iruña Oka         | 01901  | Iruña de Oca        | Iruña Oka          | 2.587         |
| Iruraiz-Gauna                  | 01027  | Iruraiz-Gauna       | Iruraitz-Gauna     | 483           |
| Kripan                         | 01019  | Cripán              | Kripan             | 184           |
| Kuartango                      | 01020  | Cuartango           | Kuartango          | 358           |
| Labastida                      | 01028  | Labastida           | Bastida            | 1.475         |
| Lagrán                         | 01030  | Lagrán              | Lagran             | 194           |
| Laguardia, Álava               | 01031  | Laguardia           | Guardia            | 1.484         |
| Lanciego/Lantziego             | 01032  | Lanciego            | Lantziego          | 687           |
| Lantarón                       | 01902  | Lantarón            | Lantaron           | 964           |
| Lapuebla de Labarca            | 01033  | Lapuebla de Labarca | Lapuebla Labarka   | 882           |
| Laudio/Llodio                  | 01036  | Llodio              | Laudio             | 18.397        |
| Legutiano                      | 01058  | Villarreal de Álava | Legutiano          | 1.587         |
| Leza                           | 01034  | Leza                | Leza               | 230           |
| Moreda de Álava                | 01039  | Moreda de Álava     | Arabako Moreda     | 275           |
| Navaridas                      | 01041  | Navaridas           | Navaridas          | 218           |
| Okondo                         | 01042  | Oquendo             | Okondo             | 1.064         |
| Oyón-Oion                      | 01043  | Oyón                | Oion               | 3.014         |
| Peñacerrada-Urizaharra         | 01044  | Peñacerrada         | Urizaharra         | 253           |
| Ribera Alta, Álava             | 01046  | Ribera Alta         | Erriberagoita      | 683           |
| Ribera Baja/Erribera Beitia    | 01047  | Ribera Baja         | Erriberabeitia     | 1.130         |
| Salvatierra/Agurain            | 01051  | Salvatierra         | Agurain            | 4.407         |
| Samaniego                      | 01052  | Samaniego           | Samaniego          | 313           |
| San Millán/Donemiliaga         | 01053  | San Millán          | Donemiliaga        | 744           |
| Urkabustaiz                    | 01054  | Urcabustaiz         | Urkabustaiz        | 1.141         |
| Valdegovía                     | 01055  | Valdegovía          | Gobiaran           | 1.112         |
| Villabuena de Álava/Eskuernaga | 01057  | Villabuena de Álava | Eskuernaga         | 314           |
| Vitoria-Gasteiz                | 01059  | Vitoria             | Gasteiz            | 229.484       |
| Yécora/Iekora                  | 01060  | Yécora              | Iekora             | 293           |
| Zalduondo                      | 01061  | Zalduendo de Álava  | Zalduondo          | 185           |
| Zambrana                       | 01062  | Zambrana            | Zanbrana           | 360           |
| Zigoitia                       | 01018  | Cigoitia            | Zigoitia           | 1.513         |
| Zuia                           | 01063  | Zuya                | Zuia               | 2.372         |